# Nanorana taihangnica
Nanorana taihangnica är en groddjursart som först beskrevs av Chen och Jiang 2002.  Nanorana taihangnica ingår i släktet Nanorana och familjen Dicroglossidae. IUCN kategoriserar arten globalt som otillräckligt studerad. Inga underarter finns listade i Catalogue of Life.